# Mareograf

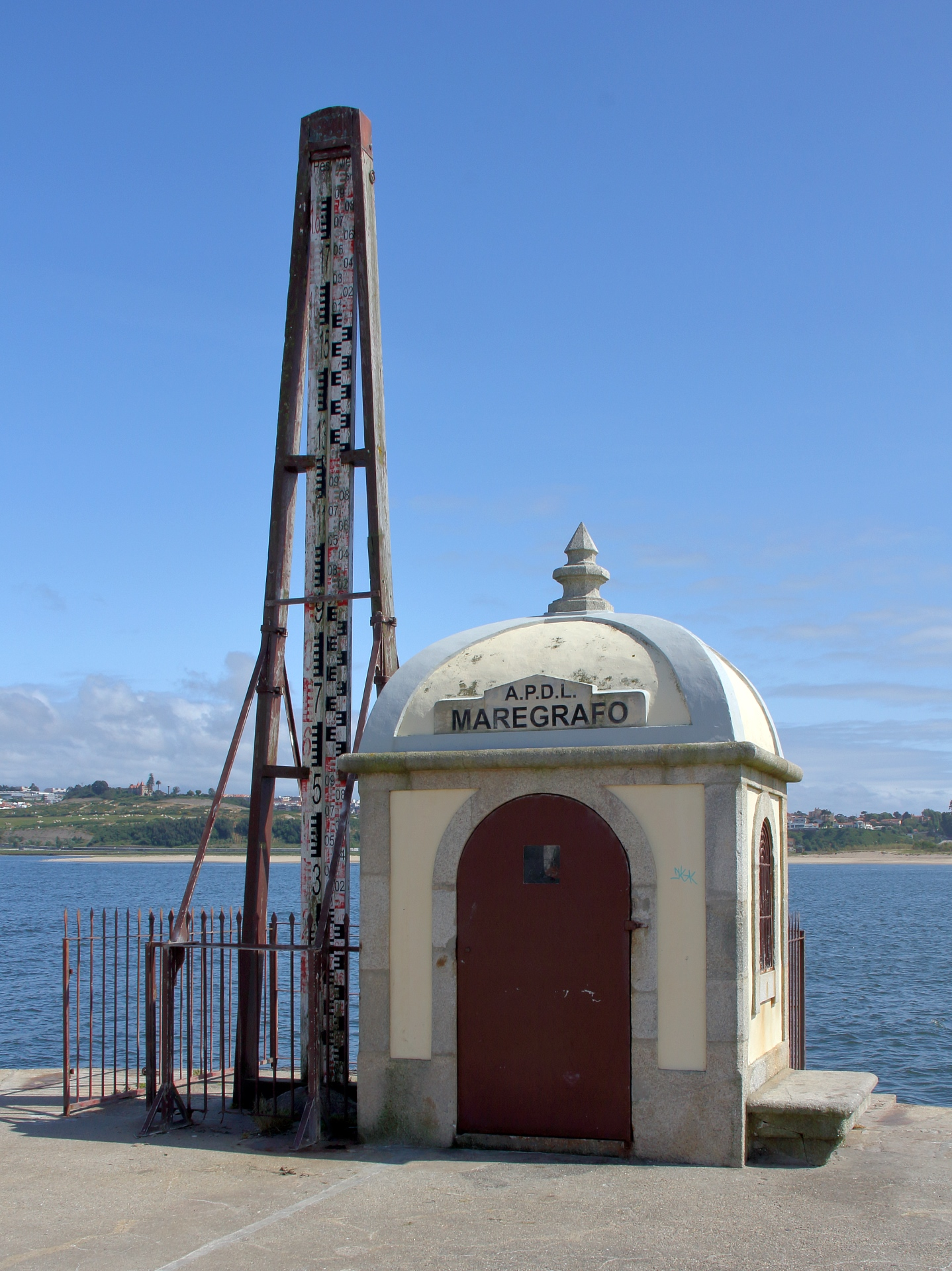
Der Maregrafo in Foz do Douro (Porto) zeichnete nicht nur die Pegelstände auf, sondern zeigte sie auch über die Lattenkonstruktion an.

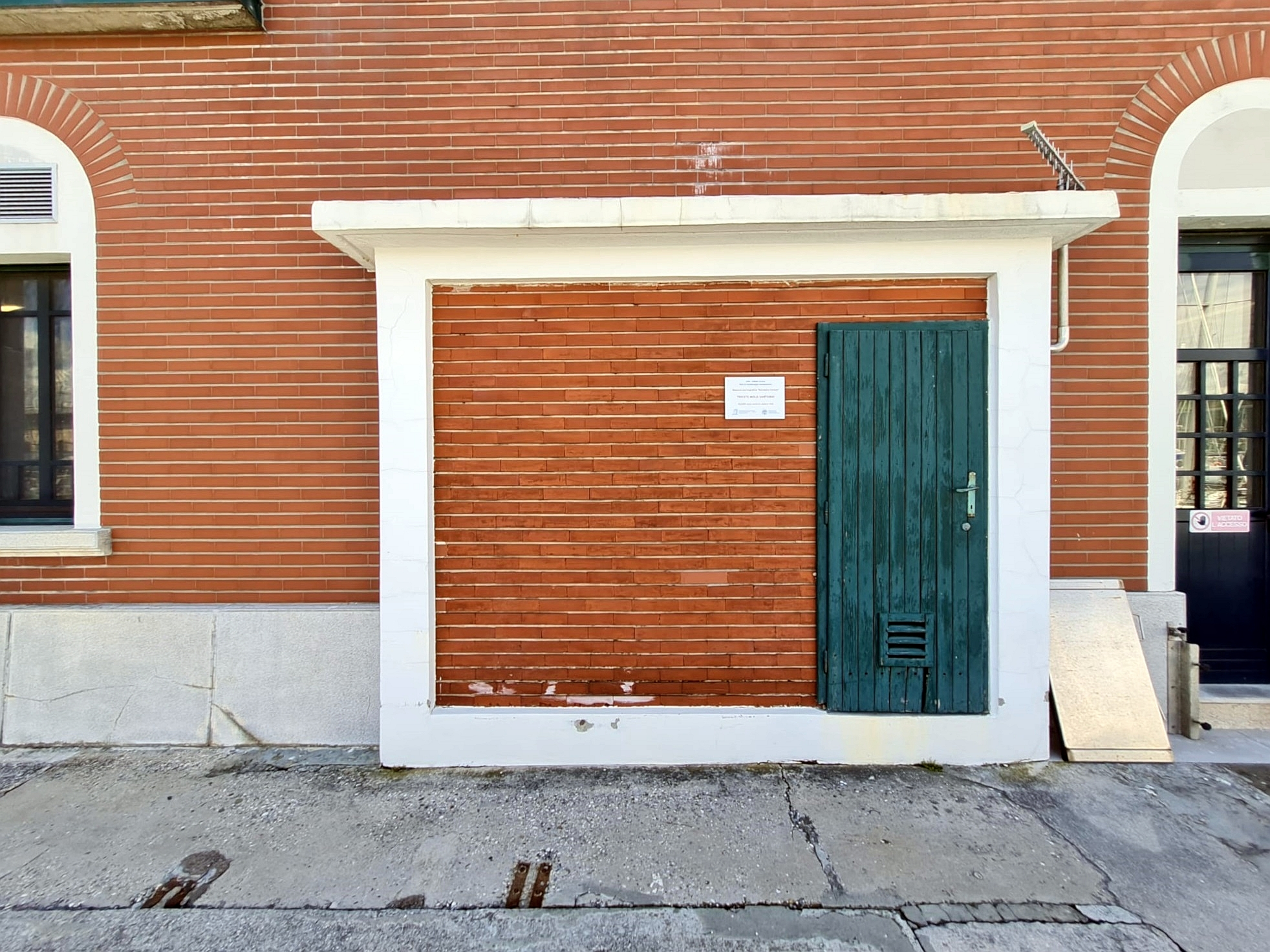
Instrumentengebäude des Mareografen für den Pegel Triest am Molo Sartorio in Triest

Der Mareograf (Mareograph; wörtlich „Meeresschreiber“) ist ein selbstregistrierendes Instrument zur laufenden Messung des Meeresspiegels an einer ozeanografischen Pegelstation.
Er gehört zur Gruppe der Schreibpegel und wurde im 19. Jahrhundert entwickelt, um die periodische Ablesung an den traditionellen Pegellatten zu automatisieren.
Bei langjähriger Registrierung kann das Mittelwasser zentimetergenau angegeben werden und als Bezugshöhe der Landesvermessung dienen. Das Niveau dieses mittleren Meeresspiegels entspricht annähernd dem Geoid.
Küstenpegel messen den tidenabhängigen Wasserstand an Meeresküsten.

## Pegel als Bezugshöhe der Landesvermessung
| Pegel                    | Bezugshöhe für |
| ------------------------ | --- |
| Amsterdamer Pegel        | Europäische Union (UEL) |
| Newlyn Tidal Observatory | Großbritannien |
| Kronstädter Pegel        | Russland |
| Pegel Triest             | Österreich, Bosnien und Herzegowina, Kroatien, Montenegro, Nordmazedonien, Serbien und Slowenien (Höhensystem „Meter über Adria“) |
| Pegel Genua              | Italien |
| Pegel Marseille          | Frankreich |
| Pegel Durrës             | Albanien |